# Godovik
Godovik (Servisch cyrillisch Годовик) is een plaats in de Servische gemeente Požega. De plaats telt 289 inwoners (2002).